# Abblätternder Stäubling
Der Abblätternde Stäubling (Lycoperdon marginatum), auch Gi'-i-Wa bzw. Gi'i-Sa-Wa genannt, ist eine Pilzart aus der Familie der Champignonverwandten (Agaricaceae). Der Pilz kommt in Nordamerika und Mexiko vor.

## Merkmale

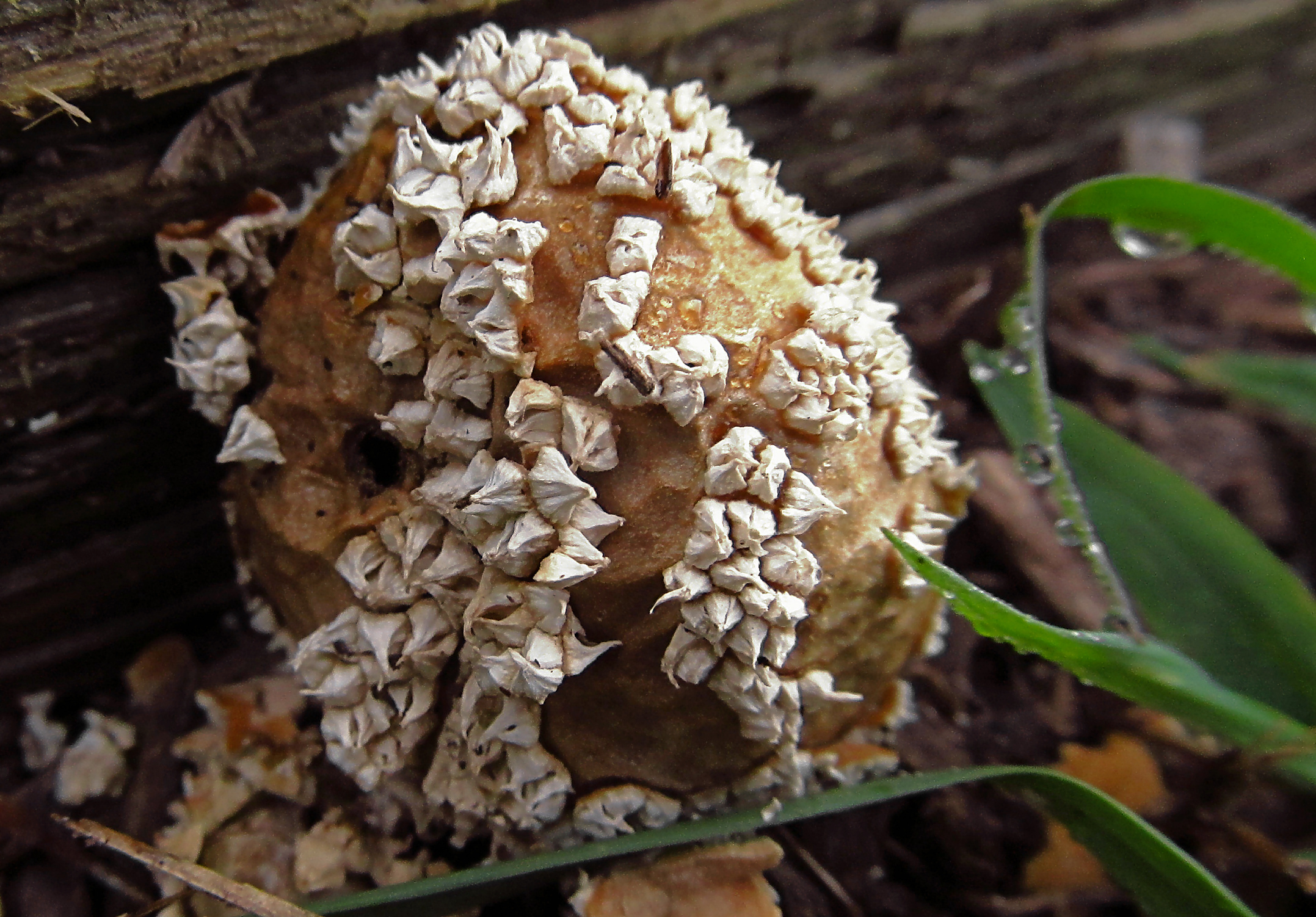
Die Stacheln blättern im Alter ab und legen die braune Außenhülle frei.

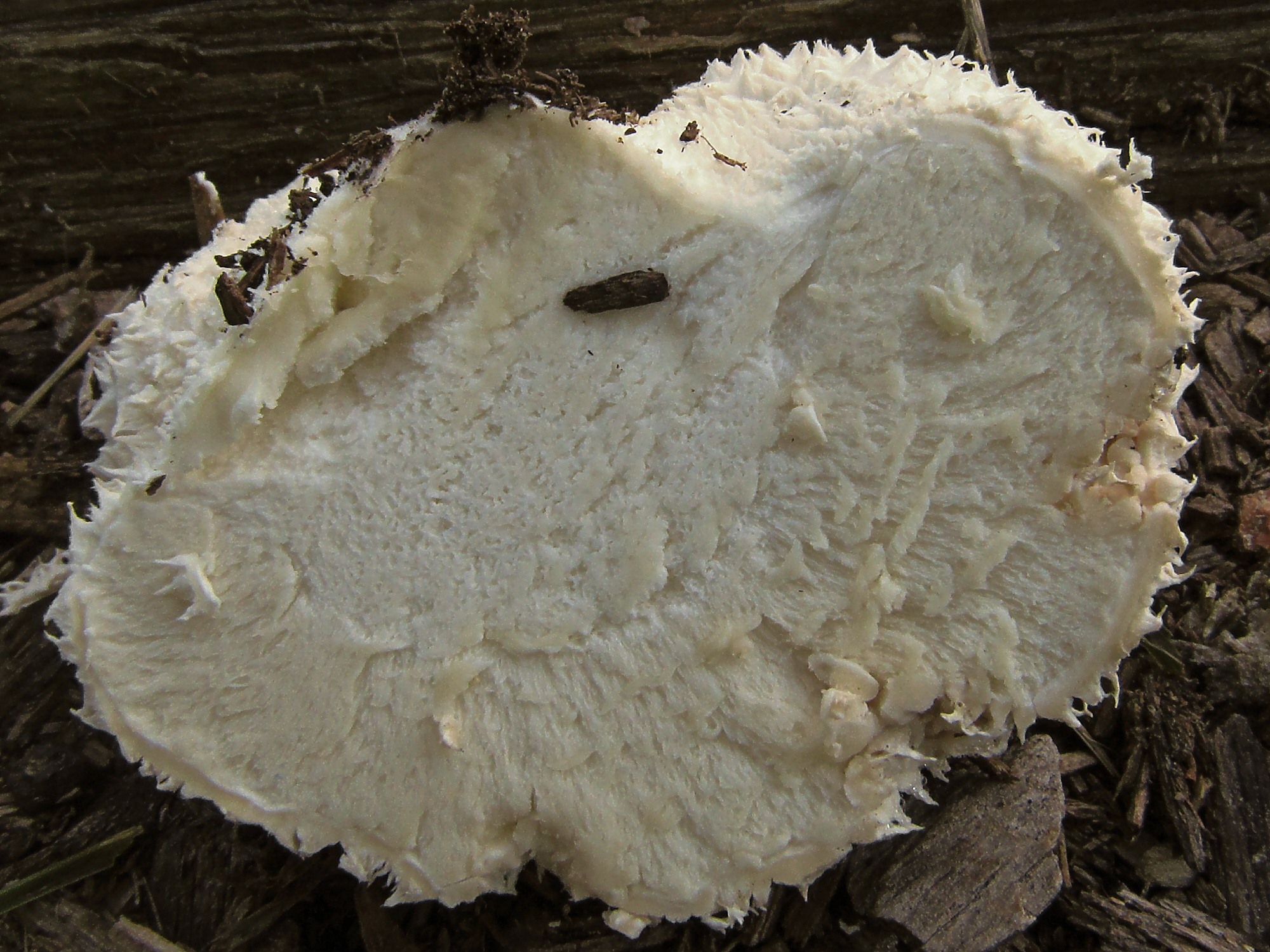
Der unausgereifter Fruchtkörper zeigt im Querschnitt ein weißes Fleisch.

Stäublinge sind saprobiontische Bodenbewohner. Der Pilz wächst auf sandigen Böden und wird bis zu 5 cm groß. Der Fruchtkörper hat eine weiße, braune oder creme Farbe. Unter dem gekammerten Basalteil, der die Sporen samt Capillitium trägt (Gleba) findet sich ein gekammerter, steriler Fruchtkörperteil (Subgleba). Nach der Reife öffnen sich der Pilz am Scheitel mit einem Loch. Die Peridie, das heißt die äußere Abdeckung des Fruchtkörpers, ist doppelt. Die äußere Peridie ist stachelig bis warzig abschuppend.

## Fundorte in Deutschland
Im November 2004 wies Hanns Kreisel den Abblätternden Stäubling auf einer geplanten Kiesabbaufläche nach. Dies war der einzige Nachweis dieser Pilzart im Mecklenburg-Vorpommern und der nördlichste Fund in Mitteleuropa. In einer Sandgrube bei Sommerhausen gelang Rudolf Markones im Jahr 2007 ein weiterer Fund.

## Eigenschaften
Einige in Mexiko lebende Indianer verwenden den Pilz bei rituellen Handlungen. Dem Pilz werden psychoaktive Eigenschaften nachgesagt.